# Florence Owens Thompson
Florence Owens Thompson (1 de setembro de 1903 - 16 de setembro de 1983), nascida Florence Leona Christie, foi o tema da fotografia de Dorothea Lange Migrant Mother (1936), um ícone da Grande Depressão. A Biblioteca do Congresso intitula a imagem da mãe migrante, Destitute pea pickers in California. Mother of seven children. Age thirty-two. Nipomo, California. A filha da senhora Thompson, Katherine, disse em uma entrevista de dezembro de 2008 que a fama da foto fez a família sentir ambos vergonha e determinação a nunca mais ficar tão pobre assim".
Thompson foi hospitalizada e sua família apelou por a ajuda financeira no final de agosto de 1983. Em setembro, a família havia coletado 25 000 dólares em doações para pagar a assistência médica. Florence morreu de "problemas de câncer e coração" em Scotts Valley, Califórnia em 16 de setembro de 1983. Ela foi enterrada ao lado de seu marido George, em Lakewood Memorial Park, em Hughson, Califórnia, e seu túmulo lê-se: FLORENCE OWENS THOMPSON MIGRANT MOTHER – A Legend of the Strength of American Motherhood (um ícone da força da maternidade americana).